# La Almudena
La Almudena  es un barrio  ubicado  en la ciudad de Salta, Provincia de Salta, Argentina. Está ubicado 7 km al noroeste del centro de Salta, al sur de la Ruta Provincial 28 que vincula dicha ciudad con Villa San Lorenzo.En el censo de 2001 se la integró con El Tipal en el componente censal El Tipal - La Almudena, dentro de Villa San Lorenzo.
El barrio consta de un conjunto de casas residenciales .Allí también se encuentra el predio de rugby del club Gimnasia y Tiro, y un complejo de cabañas. Los terrenos formaban parte de los campos del Ejército, hasta que fueron vendidos para la urbanización.